# Nature Boy
Pierwszy singel promujący płytę Abattoir Blues/The Lyre of Orpheus autorstwa Nick Cave and the Bad Seeds. 
Płyta zawiera dwa utwory „Nature Boy” oraz niedostępną na albumie kompozycję „She's Leaving You”. Na płycie można usłyszeć London Community Gospel Choir
Singel został wydany, jako 7" płyta winylowa oraz w formacie CD.

## Spis utworów
1. Nature Boy
2. She's Leaving You

Producenci:  Nick Cave and the Bad Seeds i Nick Launay